# Love on You (canción)
«My Love On You», o simplemente «Love On You» es una canción dance-pop/club del 2009 realizada por la cantante rumana Anda Adam. Esta canción fue escrita por Mihai Ristea y fue lanzada el 26 de noviembre de 2009. Alcanzó el puesto mázimo en la lista de Turquía 'Turkish Top 20' el 13 de marzo de 2010, siendo el tercer sencillo rumano en hacerlo.

## Crítica
Una vez lanzado, "Love on you", recibió buenas críticas por la interpretación vocal de Anda y la elección de las letras.
Esta es la primera canción de discoteca de Anda, un enorme cambio de estilo de la música, pero este cambio fue una gran oportunidad para que Anda gané más seguidores, no sólo de Rumania, sino también de algunos otros países como Turquía, Francia, Italia, España Portugal, Rusia, Grecia o Polonia también. Esta canción también ha sido calificada como un verdadero sencillo de gran éxito que está teniendo gran rotación en muchas estaciones de radio. Una gran cantidad de DJ-s a través de Europa empezó a hacer remixes de "Love On You", haciendo que este sencillo suene en muchos clubs nocturnos.

## Vídeo musical
La filmación del vídeo tuvo lugar en los estudios de la Atlántida, dirigida por Iulian Moga. En el video aparece Anda en diferentes situaciones, dentro de un cubo de vidrio, como policía y haciendo coreografías acompañada de dos bailarinas.

## Remixes
- Love on you (Radio Edit)
- Love on you (Extended Mix)
- Love on you (Zrecords Club Remix)
- Love on you (Pat Farrell Remix)
- Love on you (DJ A.Sen & DJ AshishB Remix)
- Love on you (Mert Hakan remix)
- Love on you (Ian Sanchez, David Anguix and Jacobo Martin Remix)
- Love on you (DJ Pantelis Remix)
- Love on you (Ghony & Aslam's Club Mix)
- Love on you (DJ TayNa & Chris Ferres Remix)

## Listas
| Europa  |         |   |
| Rumanía | Top 100 | 7 |
| Turquía | Top 20  | 1 |